# 塞內加爾福氏躄魚
塞內加爾福氏躄魚是輻鰭魚綱鮟鱇目躄魚亞目躄魚科的其中一種，為亞熱帶海水魚，分布於東大西洋區，從摩洛哥至安哥拉海域，棲息深度10-80公尺，體長可達28.5公分，棲息在沿岸岩礁區，生活習性不明。

## 扩展阅读
維基物種上的相關：塞內加爾福氏躄魚